# Helina trichops
Helina trichops är en tvåvingeart som först beskrevs av Stein 1918.  Helina trichops ingår i släktet Helina och familjen husflugor.
Artens utbredningsområde är Peru. Inga underarter finns listade i Catalogue of Life.